# Partnerstvo za mir
Partnerstvo za mir (angleško Partnership for Peace)  je program zveze NATO, katerega namen je ustvariti zaupanje in sodelovanje med NATO-m ter drugimi državami v Evropi in azijskem delu bivše Sovjetske zveze.
Program je bil ustanovljen leta 1994, kmalu po padcu Vzhodnega bloka. Trenutno ima 21 držav članic.

## Trenutne članice
Trenutne članice so:
- Armenija (od 5. oktobra 1994)
- Avstrija (od 10. februarja 1995)
- Azerbajdžan (od 4. maja 1994)
- Belorusija (od 11. januarja 1995)
- Bosna in Hercegovina (od 14. decembra 2006)
- Finska (od 9. maja 1994)
- Gruzija (od 23. marca 1994)
- Irska (od 1. decembra 1999)
- Kazahstan (od 27. maja 1994)
- Kirgizistan (od 1. junija 1994)
- Malta (pridružena 26. aprila 1995, izstopila 27. oktobra 1996, ponovno pristopila 20. marca 2008, kar je NATO sprejel 3. aprila 2008)
- Moldavija (od 16. marca 1994)
- Rusija (od 22. junija 1994)
- Severna Makedonija (od 15. novembra 1995)
- Srbija (od 14. decembra 2006)
- Švedska (od 9. maja 1994)
- Švica (od 11. decembra 1996)
- Tadžikistan (od 20. februarja 2002)
- Turkmenistan (od 10. maja 1994)
- Ukrajina (od 8. februarja 1994)
- Uzbekistan (od 13. julija 1994)

## Nekdanje članice
Sledeče države so bile podpisnice, a so 12. marca 1999 postale polne članice Nata:
- Češka (od 10. marca 1994)
- Madžarska (od 8. februarja 1994)
- Poljska (od 2. februarja 1994)

Sledeče države so bile podpisnice, a so 29. marca 2004 postale polne članice Nata:
- Bolgarija (od 14. februarja 1994)
- Estonija (od 3. februarja 1994)
- Latvija (od 14. februarja 1994)
- Litva (od 27. januarja 1994)
- Romunija (od 14. februarja 1994)
- Slovaška (od 9. februarja 1994)
- Slovenija (od 30. marca 1994)

Sledeče države so bile podpisnice, a so 1. aprila 2009 postale polne članice Nata:
- Albanija (od 23. februarja 1994)
- Hrvaška (od 25. maja 2000)

Sledeče države so bile podpisnice, a so 5. junija 2017 postale polne članice Nata:
- Črna gora (od 14. decembra 2006)